# Suak Labu
Suak Labu is een bestuurslaag in het regentschap Aceh Barat Daya van de provincie Atjeh, Indonesië. Suak Labu telt 506 inwoners (volkstelling 2010).